# Liste der Biografien/Balc
Liste der Biografien |
Portal Biografien |
Personensuche
# |
A |
B |
C |
D |
E |
F |
G |
H |
I |
J |
K |
L |
M |
N |
O |
P |
Q |
R |
S |
T |
U |
V |
W |
X |
Y |
Z |
?
 
Ba |
Be |
Bd |
Bg |
Bh |
Bi |
Bj |
Bl |
Bm |
Bn |
Bo |
Br |
Bs |
Bu |
Bw |
By |
Bz
 
Baa |
Bab |
Bac |
Bad |
Bae |
Baf |
Bag |
Bah |
Bai |
Baj |
Bak |
Bal |
Bam |
Ban |
Bao |
Bap |
Baq |
Bar |
Bas |
Bat |
Bau |
Bav |
Baw |
Bax–Baz
 
Bala |
Balb |
Balc |
Bald |
Bale |
Balf |
Balg |
Balh |
Bali |
Balj |
Balk |
Ball |
Balm |
Baln |
Balo |
Balp |
Balq |
Bals |
Balt |
Balu |
Balv |
Balw |
Baly |
Balz
Die Liste der Biografien führt alle Personen auf, die in der deutschsprachigen Wikipedia einen Artikel haben. Dieses ist eine Teilliste mit 86 Einträgen von Personen, deren Namen mit den Buchstaben „Balc“ beginnt.

## Balc

### Balca
- Balcanquhall, Walter († 1645), anglikanischer Geistlicher
- Balcar, Jaroslav (1953–2015), tschechoslowakischer Skispringer
- Balcar, Jindřich (1950–2013), tschechoslowakischer Skispringer
- Balcar, Jiří (1929–1968), tschechischer Grafiker, Maler, Illustrator, Typograf und Cartoonist
- Balcar, Petr (* 1985), tschechischer Biathlet
- Balcarce, Emilio (1918–2011), argentinischer Tangokomponist, Arrangeur, Violinist, Bandoneonist und Bandleader
- Balcárek, Jiří (* 1973), tschechischer Fußballspieler und -trainer
- Balcázar, Alfonso (1926–1993), spanischer Filmregisseur
- Balcázar, Jaime Jesús (* 1934), spanischer Filmregisseur
- Balcázar, Juan José (* 1971), mexikanischer Fußballspieler
- Balcázar, Tomás (1931–2020), mexikanischer Fußballspieler

### Balce
- Balceiro, Ledis (* 1975), kubanischer Kanute
- Balcells, Juan (* 1975), spanischer Tennisspieler
- Balcells, Luis (1903–1927), spanischer Schwimmer
- Balcells, Pedro (* 1954), spanischer Schwimmer
- Balcer, Bethany (* 1997), US-amerikanische Fußballspielerin
- Balcer, Léon (1917–1991), kanadischer Rechtsanwalt und Politiker
- Balcerak, Jakob (* 1979), deutscher Schachspieler
- Balcerek, Grzegorz (* 1954), polnischer römisch-katholischer Geistlicher, Weihbischof in Posen
- Balcerowicz, Leszek (* 1947), polnischer Wirtschaftswissenschaftler und Politiker, Mitglied des Sejm
- Balcerowicz, Piotr (* 1964), polnischer Indologe
- Balcerowski, Thomas (* 1972), deutscher Rechtsanwalt und Kommunalpolitiker
- Balcers, Rūdolfs (* 1997), lettischer Eishockeyspieler
- Balcerzak, Manfred (* 1949), deutscher Fußballspieler und -trainer
- Balcerzak, Patrycja (* 1994), polnische Fußballspielerin
- Balcerzak, Piotr (* 1975), polnischer Sprinter
- Balcerzan, Edward (* 1937), polnischer Literaturhistoriker, Literaturtheoretiker, Lyriker, Prosaschriftsteller, Literaturkritiker und Übersetzer
- Bălcescu, Nicolae (1819–1852), rumänischer Historiker, Schriftsteller und Revolutionär
- Balcewicz, Zbigniew (* 1946), litauischer Journalist und Politiker, Mitglied des Seimas

### Balch
- Balch, Emily Greene (1867–1961), US-amerikanische Nationalökonomin, Pazifistin und Friedensnobelpreisträgerin
- Balcha, Kebede (1951–2018), äthiopischer Marathonläufer
- Balchen, Bernt (1899–1973), norwegischer Polarforscher, Luftfahrtpionier und US-Colonel
- Balchen, John (1670–1744), britischer Admiral
- Balchev, Anatoly (* 1946), ukrainischer Komponist, Schauspieler, Drehbuchautor und Regisseur
- Balchī, Abū Zaid al- († 934), islamischer Universalgelehrter
- Balchin, Nigel (1908–1970), britischer Schriftsteller und Drehbuchautor
- Balchin, Robert, Baron Lingfield (* 1942), britischer Erziehungswissenschaftler und Life Peer im House of Lords

### Balci
- Balci, Beritan (* 1998), deutsche Schauspielerin, Synchronsprecherin und Hörspielsprecherin
- Balcı, Bünyamin (* 2000), türkischer Fußballspieler
- Balcı, Burak (* 1994), türkischer Fußballspieler
- Balcı, Emre Hasan (* 1987), australisch-türkischer Fußballspieler
- Balcı, Güner Yasemin (* 1975), deutsche Journalistin, Fernsehredakteurin und Schriftstellerin türkischer HerkunftGüner Yasemin Balcı (* 1975)

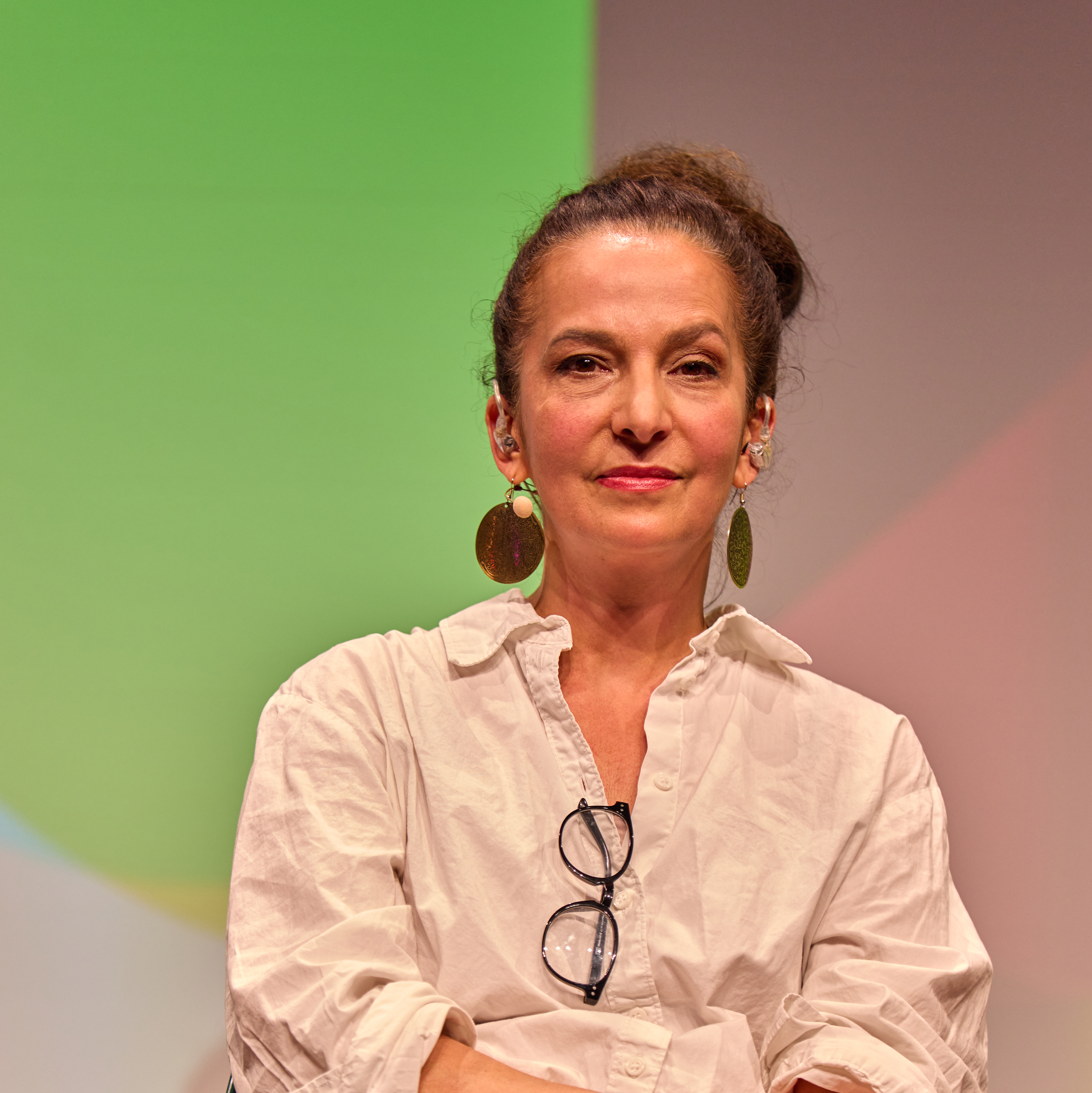
Güner Yasemin Balcı (* 1975)

- Balci, Ridvan (* 1993), türkisch-deutscher Fußballspieler
- Balcı, Serhat (* 1982), türkischer Ringer
- Balcı, Serkan (* 1983), türkischer Fußballspieler
- Balcı, Taha (* 1988), türkischer Fußballspieler
- Balcı, Yervant (* 1944), türkischer Fußballtorhüter
- Balcik, Ines (* 1960), deutsche Sprach- und Kulturwissenschaftlerin und Arabistin
- Balčikonis, Juozas (1885–1969), litauischer Sprachwissenschaftler und Übersetzer
- Balcılar, Muhammed (* 1996), türkischer Fußballspieler
- Balçın, Didem (* 1982), türkische Schauspielerin
- Balcıoğlu, Yusuf (* 1993), türkischer Fußballspieler
- Balčiūnaitė, Eglė (* 1988), litauische Mittelstreckenläuferin
- Balčiūnaitė, Živilė (* 1979), litauische Langstreckenläuferin
- Balčiūnas, Gintaras (* 1964), litauischer Wirtschaftsjurist, Rechtsanwalt und Justizpolitiker
- Balčiūnas, Linas (* 1978), litauischer Radrennfahrer
- Balčiūnas, Valerijonas (1904–1984), litauischer Fußballspieler

### Balck
- Balck, Carl Wilhelm August (1831–1920), deutscher Verwaltungsjurist und Historiker
- Balck, Friedrich (* 1947), deutscher Physiker und Hochschullehrer
- Balck, Friedrich Bernhard (* 1945), deutscher Medizinischer Psychologe
- Balck, Heike (* 1970), deutsche Leichtathletin
- Balck, Hermann (1893–1982), deutscher General der Panzertruppe sowie Heeresgruppenbefehlshaber im Zweiten WeltkriegHermann Balck (1893–1982)

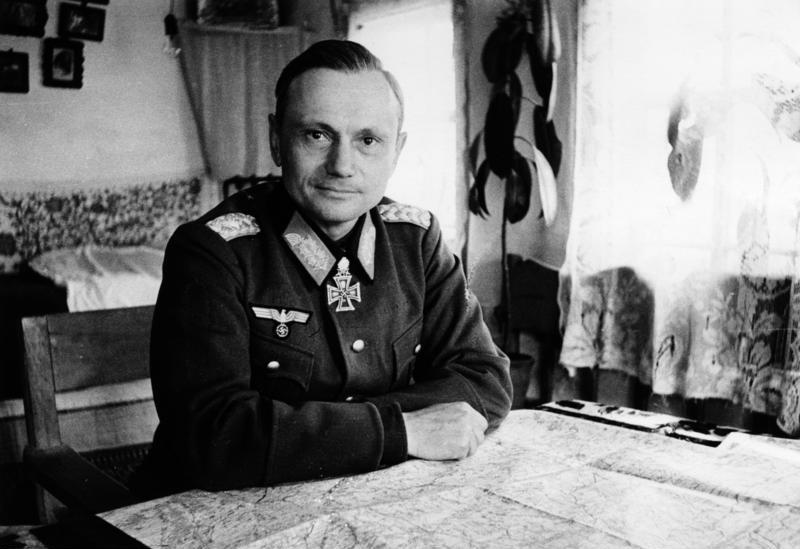
Hermann Balck (1893–1982)

- Balck, Robert (1831–1907), deutscher Verwaltungsjurist
- Balck, Roland (* 1960), deutscher Fußballspieler
- Balck, Viktor (1844–1928), schwedischer Offizier, Verantwortlicher für militärische Leibesübungen, Gründungsmitglied des Internationalen Olympischen Komitees (IOC)
- Balck, William (1858–1924), preußischer Generalleutnant im Ersten Weltkrieg
- Balcke, Alf J. (1857–1909), deutscher Architekt, Kunsthandwerker und Maler
- Balcke, Alfred (1894–1972), deutscher Politiker und Senator (SPD) in Bremen
- Balcke, Ernst (1887–1912), deutscher Autor
- Balcke, Friedrich († 1803), preußischer Beamter
- Balcke, Hans Joachim (1862–1933), deutscher Wärmetechnik-Ingenieur und Unternehmer
- Balcke, Jan (* 1973), deutscher Politiker (SPD), MdHB
- Balcke, Robert (1880–1945), deutscher Genre-, Landschafts-, Porträt- und Interieurmaler sowie Illustrator
- Balcke, Rudolf (1888–1978), deutscher Jurist in der Militärverwaltung
- Balckow, Friedrich Ludwig Sigismund (1770–1809), preußischer Kriegs- und Domänenrat

### Balco
- Balcombe, Betsy (1802–1871), englische Vertraute von Napoleon Bonaparte in seinem Exil
- Balcombe, Leslie (1914–1938), englischer Fußballspieler
- Balcombe, Steve (* 1961), walisischer Fußballspieler
- Balcon, Michael (1896–1977), britischer Filmproduzent
- Balconi, Lorenzo Maria (1878–1969), italienischer Erzbischof, Missionar und Autor

### Balcy
- Balčytis, Algirdas (1948–2016), litauischer Politiker
- Balčytis, Zigmantas (* 1953), litauischer Politiker, Premierminister Litauens, MdEP
- Balčytytė, Giedrė (* 1978), litauische Beamtin

### Balcz
- Balcz, Heinrich (1898–1944), österreichischer Ägyptologe
- Balczó, András (* 1938), ungarischer Olympiasieger im Modernen Fünfkampf
- Balczó, Zoltán (* 1948), ungarischer Politiker (Jobbik), Mitglied des Parlaments, MdEP